# Radosław humski
Radosław humski – żupan zachodniego Zahumla po 1249 roku, z raszkańskiej dynastii Wukanowiczów.
Radosław był synem Andrzeja, żupana zachodniego Zahumla. W 1249 roku objął władzę żupana po ojcu, możliwe że wspólnie z braćmi Bogdanem i Jerzym. Jego państwo obejmowało część Zahumla na zachód od Neretwy, ziemie na wschód od rzeki znajdowały się w ręku królów serbskich.
Objąwszy władzę Radosław zacieśnił związki z Dubrownikiem. W 1253 roku Dubrownik zawarł sojusz z carem bułgarskim Michałem I Asenem mający na celu odsunięcie od władzy nad Serbią Stefana Urosza I i jego brata Władysława. W 1254 roku Radosław uznał zwierzchnictwo króla węgierskiego. Motywy tego kroku nie są do końca jasne. Większość uczonych sądzi, że miał on na celu pozyskanie pomocy węgierskiej dla koalicji antyserbskiej. Zdaniem części badaczy Zahumle zostało podporządkowane Węgrom rok wcześniej, przy okazji wyprawy przeciw Bośni, a hołd Radosława stanowił tylko uznanie tego faktu.
Próba osłabienia Serbii, a być może także odzyskania wschodniego Zahumla, zakończyła się niepowodzeniem. Stefan Urosz I obległ Dubrownik i zmusił miasto do zawarcia pokoju i zapłaty odszkodowania oraz płacenia corocznego trybutu. Udział Bułgarów w wojnie ograniczył się do spustoszenia wschodnich ziem serbskich. O udziale króla węgierskiego i samego Radosława nic nie wiadomo.
Na okres panowania Radosława przypada również przeniesienie siedziby biskupstwa Zahumla z położonej nad morzem stolicy Zahumla – Stonu do leżącego w głębi lądu, nad Limem, na terenach kontrolowanych przez Serbię, kościoła świętych Piotra i Pawła. Bezpośrednią przyczyną przeniesienia siedziby biskupstwa było trzęsienie ziemi, które nawiedziło Ston w 1250 roku. Historycy wskazują ponadto, że biskupem mogły kierować względy ekonomiczne, jako że Kościół prawosławny posiadał największe dobra ziemskie w urodzajnej dolinie Limu. Przypuszcza się, że wpływ na decyzję o przeniesieniu siedziby mogło mieć również pojawienie się herezji wokół Stonu. Najbardziej interesującą hipotezę stawia R Gračev, który wskazuje na trwającą przez I połowę XIII wieku walkę następców Mirosława przeciw państwu serbskiemu, którego reprezentantem na terenie Humu był wspierany przez króla serbskiego biskup Kościoła prawosławnego. Znaczenie tego biskupstwa potwierdza fakt powierzenia godności biskupa przez Stefana Urosza I, bratu Predisławowi, późniejszemu arcybiskupowi Sawie II. Zwraca również uwagę, że biskup przeniósł się ze Stonu nad Lim w okresie, kiedy Radosław zacieśnił związki z wrogim Serbii Dubrownikiem.
Dalsze losy Radosława nie są znane. Stopniowo tereny podległego mu zachodniego Zahumla zostały podporządkowane królowi Stefanowi Uroszowi I, jednak z powodu ubóstwa źródeł szczegóły tego procesu nie są znane. Wzajemne waśnie i kłótnie lokalnego możnowładztwa, cieszącego się znaczną autonomią pozwoliły prawdopodobnie Uroszowi wygrywać możnych przeciw sobie i przeciw Radosławowi i stopniowo przejmować zwierzchnictwo nad kolejnymi możnowładcami, w zamian za pomoc przy realizacji ich lokalnych celów. W II połowie XIII wieku znaczenie Radosława i jego krewnych zmalało do roli mało znaczących lokalnych możnowładców pod panowaniem serbskim.